# Aincille
Aincille (tiếng Basque: Aintzilla) là một xã của tỉnh Pyrénées-Atlantiques, thuộc vùng Nouvelle-Aquitaine, tây nam nước Pháp.